# بيتي ويليس
بيتي ويليس (بالإنجليزية: Betty Willis)‏ هي مغنية أمريكية، ولدت في 10 مارس 1941 في مسيسيبي في الولايات المتحدة، وتوفيت في 2018 في سانتا آنا في الولايات المتحدة بسبب اختناق.